# Libertador San Martín
Libertador San Martín es un municipio distribuido entre los distritos Costa Grande y Palmar del departamento Diamante en la provincia de Entre Ríos, República Argentina. El municipio comprende la localidad del mismo nombre y un área rural. Libertador San Martín se ha unido y comprende actualmente a la anterior localidad de Puiggari. Se ubica al suroeste de la provincia, entre las ciudades de Crespo y Diamante sobre la Ruta Nacional 131.
Se la ha apodado la "Colina de la Esperanza", por la fe bíblica que predomina en buena parte de su comunidad.[cita requerida] También hasta 1950 fue conocida como Puiggari, por ser el nombre de la estación de tren más cercana. La localidad alcanzó el estatus de municipio en 1971.

## Población
Según el censo 2010, la ciudad contaba con 6545 residentes (2998 hombres y 3547 mujeres), pero su población se ve aumentada durante el año lectivo, debido a la presencia de la Universidad Adventista del Plata que cuenta con más de 600 estudiantes en internado, para un total global de 3400. Esta institución posee la presencia de cerca de 800 alumnos extranjeros, con más de 50 países representados. Además de toda la provincia visitan el Sanatorio Adventista del Plata, centro de salud con prestigio nacional e internacional, y el Centro Adventista de Vida Sana.

## Denominación
Debido a los paisajes de la región campestre de Libertador San Martín -arroyos, colinas, arboledas y cultivos- los primeros pobladores propusieron denominar al lugar Bella Vista, por la panorámica que ofrece su colina prominente, desde donde se observan -preferentemente en las noches- las dos localidades más cercanas: Diamante y Crespo.
El 26 de septiembre de 1898 un centenar de pobladores se reunieron y decidieron establecer la escuela, donando uno de ellos 17 hectáreas en donde más tarde se construyó el edificio de la Universidad Adventista del Plata. Ese día se toma como fundacional de la localidad.
El lugar primeramente fue denominado "Aldea Camarero" y a partir de 1925 con el advenimiento del ferrocarril recibió el nombre de Puiggari, su estación más cercana, que todavía muchos utilizan.
En 1950 -durante el centenario de la muerte de José de San Martín y la celebración del año sanmartiniano- varios pobladores iniciaron trámites en la gobernación para darle a la localidad el nombre de Villa Libertador San Martín.
Para cuando cumplía su aniversario de oro, la villa crecía aceleradamente. Tanto porque muchos deseaban educar a sus hijos en el colegio, como también recuperar su salud, con el sanatorio y su centro de vida sana. Por eso, especialmente llegó a ser un lugar preferido para personas de la tercera edad. Lo que elevó el nivel de la población y se quitó de su nombre la palabra "Villa". 